# 2018 au Pakistan
Cet article présente les faits marquants de l'année 2018 au Pakistan.

## Évènements
- 3 mars : élections sénatoriales (en).
- 25 juillet : élections législatives.
- 17 août : Imran Khan est élu Premier ministre.
- 4 septembre : élection présidentielle, Arif Alvi est élu.
- 31 octobre : violentes manifestations liées à l'affaire Asia Bibi.
- 23 novembre : une attaque contre le consulat chinois à Karachi fait 4 morts[1].